# Bach (Luppe)
Der Bach (seltener die Bach) ist ein linksseitiger Nebenfluss der Luppe in Sachsen und Sachsen-Anhalt. Er ist etwa 16,6 Kilometer lang, mit Wiesengraben als Quellfluss etwa 24 Kilometer.

## Verlauf
Der Bach beginnt im Süden des Markranstädter Ortsteiles Großlehna im Landkreis Leipzig am Zusammenfluss des wesentlich längeren Wiesengrabens mit der kleineren Renne. Er fließt nach Westen bis zur Unterquerung der A 9 und wendet sich anschließend nach Nordwesten. Dann verläuft der Bach annähernd parallel zum Elsterfloßgraben durch den Leunaer Ortsteil Kötzschau hindurch, wo er den Floßgraben mit einem kleinen Aquädukt südlich von Schladebach kreuzt und im westlich gelegenen Speicher Schladebach aufgestaut wird.
Bei dem ebenfalls zu Leuna gehörenden Wüsteneutzsch schlägt der Bach eine grob nördliche Richtung ein, die er bis zu seiner Mündung beibehält. Vorbei an Friedensdorf erreicht der Bach nach Unterquerung der B 181 den Schkopauer Ortsteil Luppenau, wo er linksseitig in die Luppe mündet.